# Nanoarchaeota
A rendszertanban a Nanoarchaeota (görög, „öreg törpe”) az Archeák domén egy törzse. Jelenleg egyetlen képviselője ismert, a Nanoarchaeum equitans.

## Ajánlott irodalom
- Hohn, MJ, Hedlund BP, Huber H (2002). „Detection of 16S rDNA sequences representing the novel phylum 'Nanoarchaeota': indication for a wide distribution in high temperature biotopes”. Syst. Appl. Microbiol. 25 (4), 551–554. o. DOI:10.1078/07232020260517698. PMID 12583716.
- Huber, H, Hohn MJ, Rachel R, Fuchs T, Wimmer VC, Stetter KO (2002). „A new phylum of Archaea represented by a nanosized hyperthermophilic symbiont”. Nature 417 (6884), 63–67. o. DOI:10.1038/417063a. PMID 11986665.
- Stackebrandt, E, Frederiksen W, Garrity GM, Grimont PA, Kampfer P, Maiden MC, Nesme X, Rossello-Mora R, Swings J, Truper HG, Vauterin L, Ward AC, Whitman WB (2002). „Report of the ad hoc committee for the re-evaluation of the species definition in bacteriology”. Int. J. Syst. Evol. Microbiol. 52 (Pt 3), 1043–1047. o. DOI:10.1099/ijs.0.02360-0. PMID 12054223.
- Christensen, H, Bisgaard M, Frederiksen W, Mutters R, Kuhnert P, Olsen JE (2001). „Is characterization of a single isolate sufficient for valid publication of a new genus or species? Proposal to modify recommendation 30b of the Bacteriological Code (1990 Revision)”. Int. J. Syst. Evol. Microbiol. 51 (Pt 6), 2221–2225. o. PMID 11760965.
- Gurtler, V, Mayall BC (2001). „Genomic approaches to typing, taxonomy and evolution of bacterial isolates”. Int. J. Syst. Evol. Microbiol. 51 (Pt 1), 3–16. o. PMID 11211268.
- Dalevi, D, Hugenholtz P, Blackall LL (2001). „A multiple-outgroup approach to resolving division-level phylogenetic relationships using 16S rDNA data”. Int. J. Syst. Evol. Microbiol. 51 (Pt 2), 385–391. o. PMID 11321083.
- Keswani, J, Whitman WB (2001). „Relationship of 16S rRNA sequence similarity to DNA hybridization in prokaryotes”. Int. J. Syst. Evol. Microbiol. 51 (Pt 2), 667–678. o. PMID 11321113.
- Young, JM (2001). „Implications of alternative classifications and horizontal gene transfer for bacterial taxonomy”. Int. J. Syst. Evol. Microbiol. 51 (Pt 3), 945–953. o. PMID 11411719.
- Christensen, H, Angen O, Mutters R, Olsen JE, Bisgaard M (2000). „DNA-DNA hybridization determined in micro-wells using covalent attachment of DNA”. Int. J. Syst. Evol. Microbiol. 50, 1095–1102. o. PMID 10843050.
- Xu, HX, Kawamura Y, Li N, Zhao L, Li TM, Li ZY, Shu S, Ezaki T (2000). „A rapid method for determining the G+C content of bacterial chromosomes by monitoring fluorescence intensity during DNA denaturation in a capillary tube”. Int. J. Syst.Evol. Microbiol. 50, 1463–1469. o. PMID 10939651.
- Young, JM (2000). „Suggestions for avoiding on-going confusion from the Bacteriological Code”. Int. J. Syst. Evol. Microbiol. 50, 1687–1689. o. PMID 10939677.
- Hansmann, S, Martin W (2000). „Phylogeny of 33 ribosomal and six other proteins encoded in an ancient gene cluster that is conserved across prokaryotic genomes: influence of excluding poorly alignable sites from analysis”. Int. J. Syst. Evol. Microbiol. 50, 1655–1663. o. PMID 10939673.
- Tindall, BJ (1999). „Proposal to change the Rule governing the designation of type strains deposited under culture collection numbers allocated for patent purposes”. Int. J. Syst. Bacteriol. 49, 1317–1319. o. DOI:10.1099/00207713-49-3-1317. PMID 10490293.
- Tindall, BJ (1999). „Proposal to change Rule 18a, Rule 18f and Rule 30 to limit the retroactive consequences of changes accepted by the ICSB”. Int. J. Syst. Bacteriol. 49, 1321–1322. o. DOI:10.1099/00207713-49-3-1321. PMID 10425797.
- Tindall, BJ (1999). „Misunderstanding the Bacteriological Code”. Int. J. Syst. Bacteriol. 49, 1313–1316. o. DOI:10.1099/00207713-49-3-1313. PMID 10425796.
- Tindall, BJ (1999). „Proposals to update and make changes to the Bacteriological Code”. Int. J. Syst. Bacteriol. 49, 1309–1312. o. DOI:10.1099/00207713-49-3-1309. PMID 10425795.
- Palys, T, Nakamura LK, Cohan FM (1997). „Discovery and classification of ecological diversity in the bacterial world: the role of DNA sequence data”. Int. J. Syst. Bacteriol. 47 (4), 1145–1156. o. DOI:10.1099/00207713-47-4-1145. PMID 9336922.
- Euzeby, JP (1997). „List of Bacterial Names with Standing in Nomenclature: a folder available on the Internet”. Int. J. Syst. Bacteriol. 47 (2), 590–592. o. DOI:10.1099/00207713-47-2-590. PMID 9103655.
- Clayton, RA, Sutton G, Hinkle PS Jr, Bult C, Fields C (1995). „Intraspecific variation in small-subunit rRNA sequences in GenBank: why single sequences may not adequately represent prokaryotic taxa”. Int. J. Syst. Bacteriol. 45 (3), 595–599. o. DOI:10.1099/00207713-45-3-595. PMID 8590690.
- Murray, RG, Schleifer KH (1994). „Taxonomic notes: a proposal for recording the properties of putative taxa of procaryotes”. Int. J. Syst. Bacteriol. 44 (1), 174–176. o. DOI:10.1099/00207713-44-1-174. PMID 8123559.
- Winker, S, Woese CR (1991). „A definition of the domains Archaea, Bacteria and Eucarya in terms of small subunit ribosomal RNA characteristics”. Syst. Appl. Microbiol. 14 (4), 305–310. o. PMID 11540071.
- Woese, CR, Kandler O, Wheelis ML (1990). „Towards a natural system of organisms: proposal for the domains Archaea, Bacteria, and Eucarya”. Proc. Natl. Acad. Sci. USA 87 (12), 4576–4579. o. DOI:10.1073/pnas.87.12.4576. PMID 2112744. PMC 54159.
- Achenbach-Richter, L, Woese CR (1988). „The ribosomal gene spacer region in archaebacteria”. Syst. Appl. Microbiol. 10, 211–214. o. PMID 11542149.
- McGill, TJ, Jurka J, Sobieski JM, Pickett MH, Woese CR, Fox GE (1986). „Characteristic archaebacterial 16S rRNA oligonucleotides”. Syst. Appl. Microbiol. 7, 194–197. o. PMID 11542064.
- Woese, CR, Olsen GJ (1984). „The phylogenetic relationships of three sulfur dependent archaebacteria”. Syst. Appl. Microbiol. 5, 97–105. o. PMID 11541975.
- Woese, CR, Fox GE (1977). „Phylogenetic structure of the prokaryotic domain: the primary kingdoms”. Proc. Natl. Acad. Sci. USA 74 (11), 5088–5090. o. DOI:10.1073/pnas.74.11.5088. PMID 270744. PMC 432104.